# Dolce Vita (album)
Pour les articles homonymes, voir Dolce vita (homonymie).
Albums de Dany Brillant
Nouveau Jour
(1999) Jazz... à La Nouvelle Orléans
(2004)
Dolce Vita est le cinquième album de Dany Brillant, paru en 2001 chez Columbia.

## Genèse du projet
Après un précédent opus qui n'avait pas rencontré le succès escompté, Dany Brillant ayant lui-même reconnu que ses textes étaient sans doute trop engagés par rapport aux précédents, le chanteur souhaitait revenir à ce qui a fait le succès de ses débuts. Le chanteur avait toujours envisagé d'enregistrer un jour en Italie. Après Cuba et Londres, il souhaitait revenir à la culture méditerranéenne : 
«  Je suis né en Tunisie, dans le bassin méditerranéen, et j'ai toujours été bercé par la culture italienne. Là-bas, on cultive la décontraction mais aussi la mélancolie. Ca me ressemble bien.  »
«  Quand j'étais enfant, j'allais tout le temps en vacances en Italie. Ce disque est sûrement le plus proche de moi dans le sens où je me sens très méditerranéen. J'ai été élevé aux pizzas, aux pâtes et à l'huile d'olive !  »

Le titre de l'album est un hommage au cinéma italien : 
«  Pour moi, c'est le plus grand cinéma du monde. Il est moins vigoureux que ce qu'il était dans les années cinquante et soixante avec Rossellini, Fellini, Visconti, Risi, De Sica... mais il reste mon cinéma préféré parce qu'il porte en lui une profonde humanité. Le Voleur de bicyclette, les Vitteloni, le Fanfaron... c'est le cinéma de la rue. Il plaît au peuple et au cinéphile. Les cinéastes italiens ont su toucher au chœur en filmant la vie, en étant toujours entre le tragique et le comique. Ils ont su retranscrire ce paradoxe. Nous, on ne sait pas le faire.  »

## Titres
| No  | Titre                                | Auteur                    | Durée |
| --- | ------------------------------------ | ------------------------- | ----- |
| 1.  | Tant qu'il y aura des femmes         | Dany Brillant             | 3:57  |
| 2.  | Dans les rues de Rome                | Dany Brillant             | 3:32  |
| 3.  | Regarde-moi                          | Dany Brillant             | 2:56  |
| 4.  | Je voudrais tant que tu me donnes... | Dany Brillant             | 3:28  |
| 5.  | Si tu suis ton chemin                | Dany Brillant             | 3:14  |
| 6.  | Ne vas pas trop vite !               | Dany Brillant             | 3:28  |
| 7.  | Parce que tu sais                    | Dany Brillant             | 3:54  |
| 8.  | La rumeur                            | Dany Brillant             | 3:29  |
| 9.  | Dors                                 | Dany Brillant             | 4:27  |
| 10. | Tu vuò fà l'americano                | Nisa (it)/Renato Carosone | 3:20  |

## Autour de l'album
L'album s'est vendu à 384 000 exemplaires. L'album fut disque d'or (plus de 100 000 disques vendus) au bout d'un mois seulement, et fut récompensé l'année suivante par un disque de platine (plus de 200 000 disques vendus),,.
Le père de Dany Brillant fut victime d'un accident vasculaire cérébral lors de la remise du disque de diamant pour récompenser le disque. Il est mort peu de temps après,.
Pour la tournée, le chanteur est notamment passé trois soirs à l'Olympia et au Grand Rex.

## Contributions
- Arrangements : Rembert Egues
- Arrangements des cordes et cuivres : Bernard Arcadio
- Réalisation : Mick Lanaro
- Accordéon : Marc Berthoumieux
- Basse : Jannick Top
- Batterie : André Ceccarelli
- Chœurs : Marcella Budello, Francesco Giannelli, Fabrizio Palma, Roman Academy, Marielle Hervé, Gaëlle Hervé, Olivier Constantin, Dany Vasnier, Rossella Ruini
- Claviers, piano : Alfio Origlio
- Contrebasse : Vincent Artaud
- Flûte : Michel Gaucher
- Guitares : Jean-Marie Ecay
- Guitares additionnelles : Dany Brillant
- Mandolines : Dominique Donati, Ricardo Pellegrino
- Percussions : Denis Benarrosh, François Constantin
- Piccolo : Patrick Bourgoin
- Saxophones : Patrick Bourgoin, Michel Gaucher
- Trombones : Denis Leloup (solo), Jean-Christophe Vilain
- Trompettes : Eric Giausserand, Christian Martinez
- Violons : Gilles Donge, Jocelyne Maubre, Jonathan Naze, Alexandre Pelovsky, Paul Rouger (alto), Cécile Brey, David Gabel, Françoise Gnéri, Véronique Guay, Alain Kouznetzoff, Jeanne Lancien, Yves Melon, Alain Tavitjan (atlo solo), Christophe Bruckert, Michel Deschamps, Hélène Perrat, Agnès Toussaint, Christophe Guiot (premier violon), Florin Niculescu (solo)
- Violoncelles : Jean-Philippe Audin (solo), Cyrille Lacrouts

## Classement hebdomadaire et certifications
| Pays                         | Meilleure position | Certification |
| ---------------------------- | ------------------ | ------------- |
| France (SNEP)                | 9                  | Platine       |
| Belgique (Wallonie Ultratop) | 14                 |               |